# Saint-Victurnien
Saint-Victurnien é uma comuna francesa na região administrativa da Nova Aquitânia, no departamento de Alto Vienne. Estende-se por uma área de 21,04 km². Em 2010 a comuna tinha 1 790 habitantes (densidade: 85,1 hab./km²).